# Spying Through a Keyhole
Spying Through a Keyhole è un boxset del cantautore britannico David Bowie, pubblicato nel 2019 e costituito da quattro 7", per un totale di nove tracce.

## Tracce
1. Mother Grey (demo) – 2:59
2. In the Heat of the Morning (demo) – 3:04
3. Goodbye 3d (Threepenny) Joe (demo) – 3:20
4. Love All Around (demo) – 2:51
5. London Bye, Ta-Ta (demo) – 3:31
6. Angel, Angel, Grubby Face (demo version 1) – 2:34
7. Angel, Angel, Grubby Face (demo version 2) – 2:36
8. Space Oddity (demo excerpt) – 2:41
9. Space Oddity (demo - alternative lyrics [with John 'Hutch' Hutchinson]) – 4:05